# Čakov (okres Benešov)
Obec Čakov (něm. Tschakau, pol. Czaków) leží v okrese Benešov. Žije zde 128 obyvatel a katastrální území obce má rozlohu 529 ha. Součástí obce jsou i vesnice Tatouňovice a Vlkov.
Čakov leží 11 km severovýchodně od Benešova, 14 km severně od Vlašimi a 40 km jihovýchodně od Prahy.

## Historie
První písemná zmínka o obci pochází z roku 1226.

### Územněsprávní začlenění
Dějiny územněsprávního začleňování zahrnují období od roku 1850 do současnosti. V chronologickém přehledu je uvedena územně administrativní příslušnost obce v roce, kdy ke změně došlo:
- 1850 země česká, kraj České Budějovice, politický a soudní okres Benešov[6]
- 1855 země česká, kraj Tábor, soudní okres Benešov
- 1868 země česká, politický a soudní okres Benešov
- 1939 země česká, Oberlandrat Tábor, politický i soudní okres Benešov[7]
- 1942 země česká, Oberlandrat Praha, politický i soudní okres Benešov[8]
- 1945 země česká, správní i soudní okres Benešov[9]
- 1949 Pražský kraj, okres Benešov[10]
- 1960 Středočeský kraj, okres Benešov
- 2003 Středočeský kraj, okres Benešov, obec s rozšířenou působností Benešov

## Doprava
Dopravní síť
- Pozemní komunikace – Do obce vedou silnice III. třídy. Ve vzdálenosti 2 km vede dálnice D1, nejbližší je exit 34 (Ostředek).

- Železnice – Železniční trať ani stanice na území obce nejsou.

Veřejná doprava 2012
- Autobusová doprava – V obci zastavovala autobusová linka Benešov-Čakov-Sázava (v pracovních dnech 5 spojů, o víkendu 1 spoj) (dopravce ČSAD Benešov, a. s.).

## Turistika
- Cyklistika – Obcí prochází cyklotrasa č. 0073 Benešov - Okrouhlice - Čakov - Ostředek - Český Šternberk.

- Pěší turistika – Obcí vede turistická trasa  Bělčice - Ostředek - Čakov - Vlkov - Čensko.

## Galerie

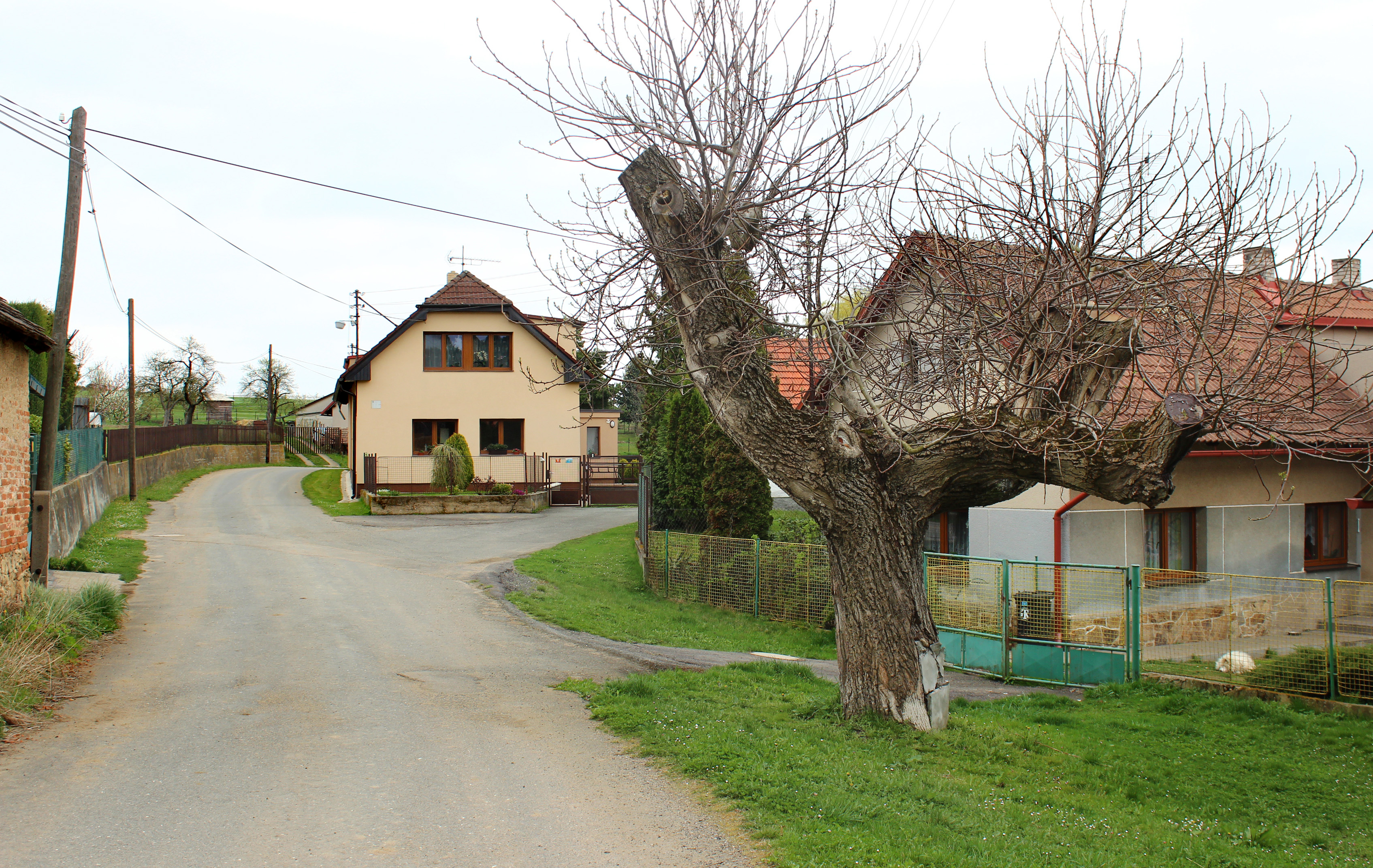
Postranní ulice
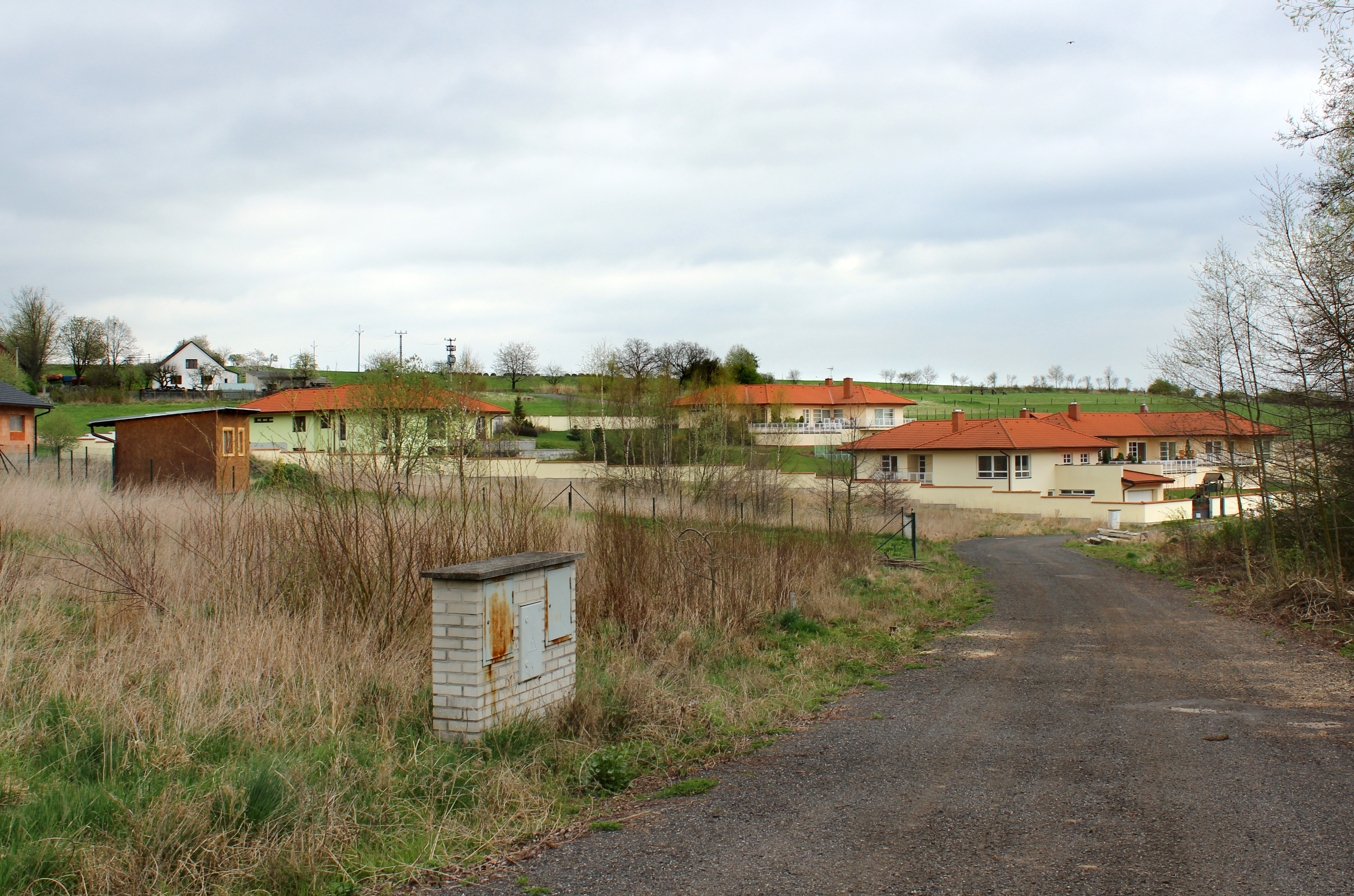
Nová výstavba na jihu obce
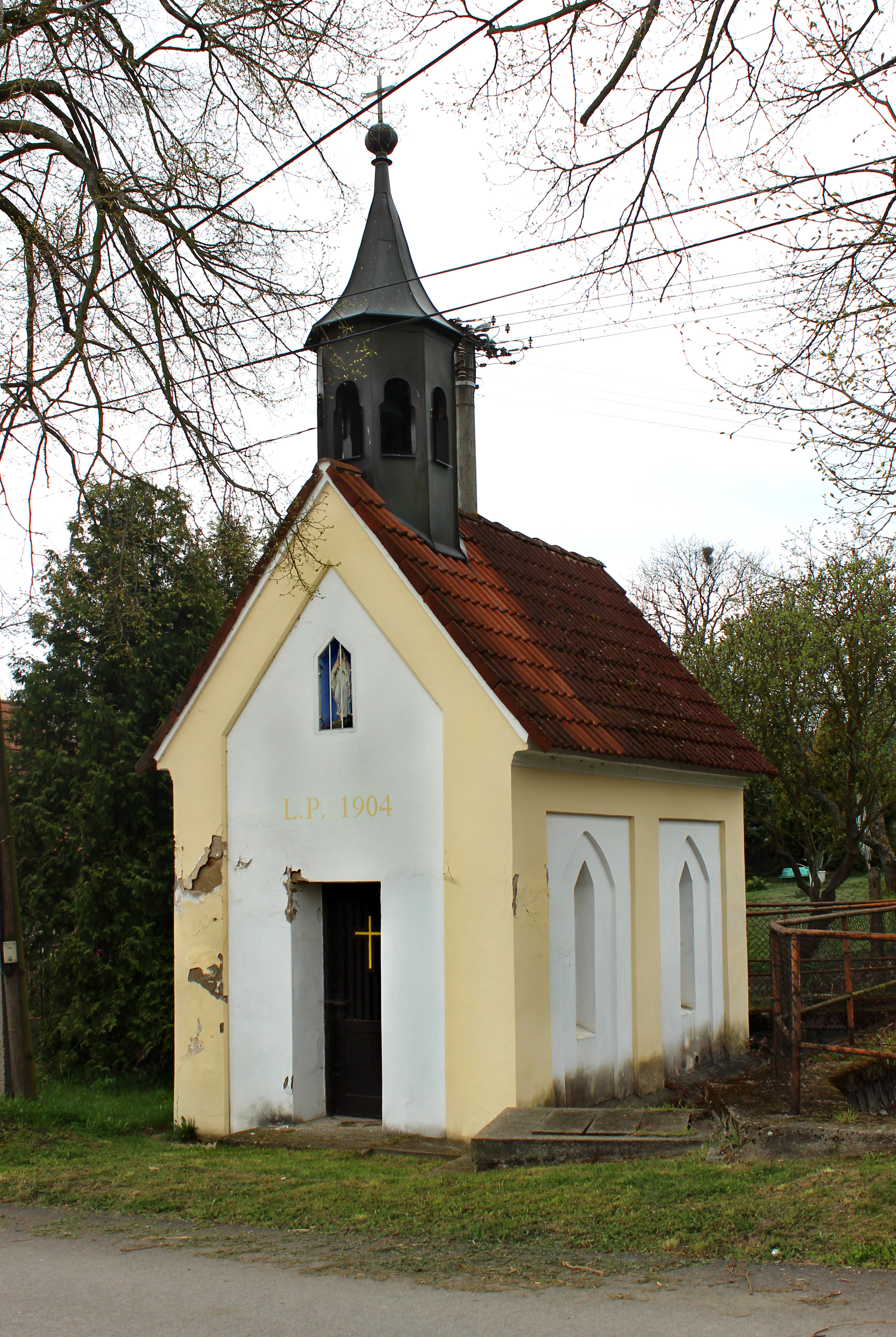
Kaplička na návsi
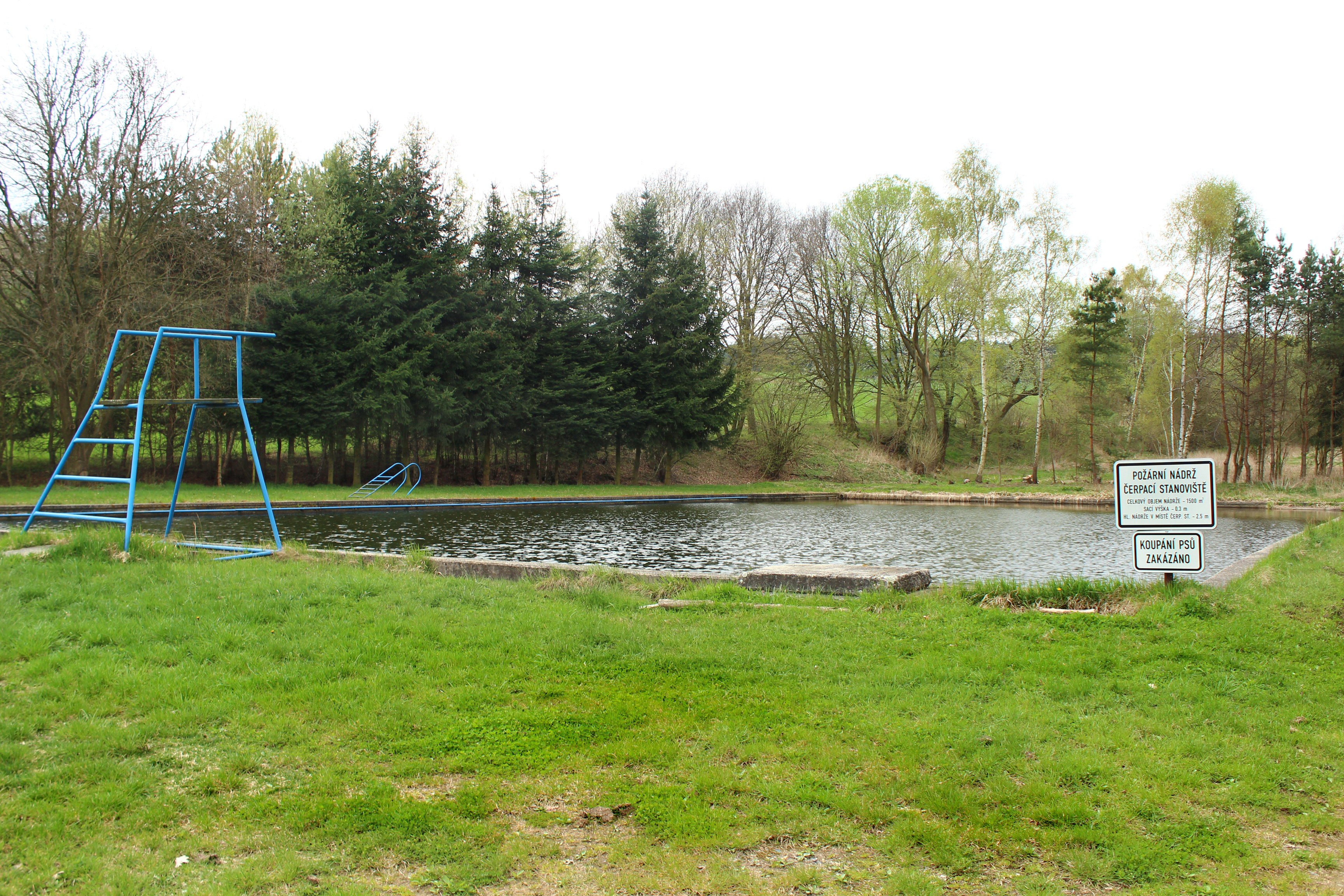
Požární nádrž a koupaliště